# فوتبال کانادایی

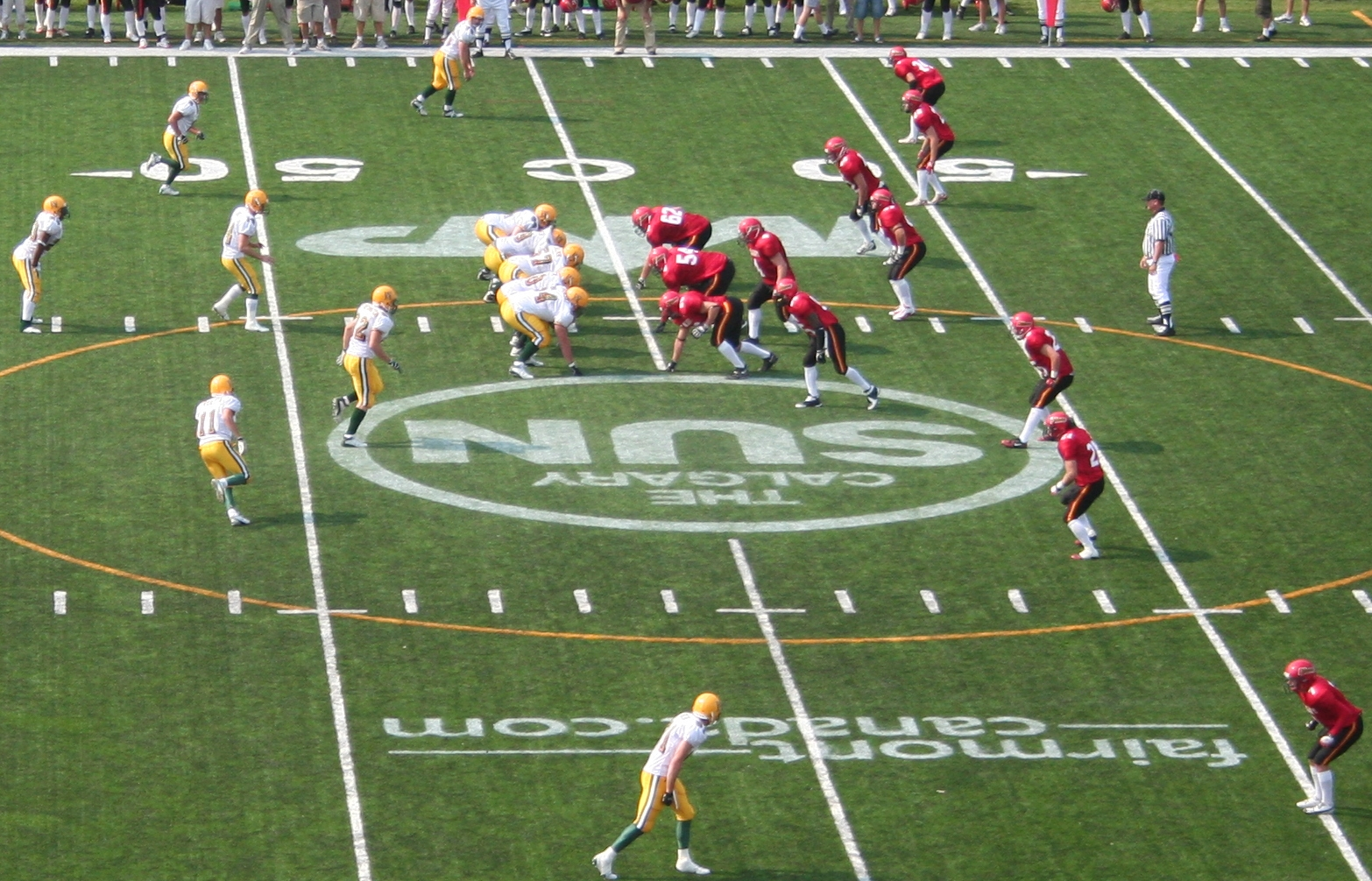
شروع یک مسابقه فوتبال کانادایی

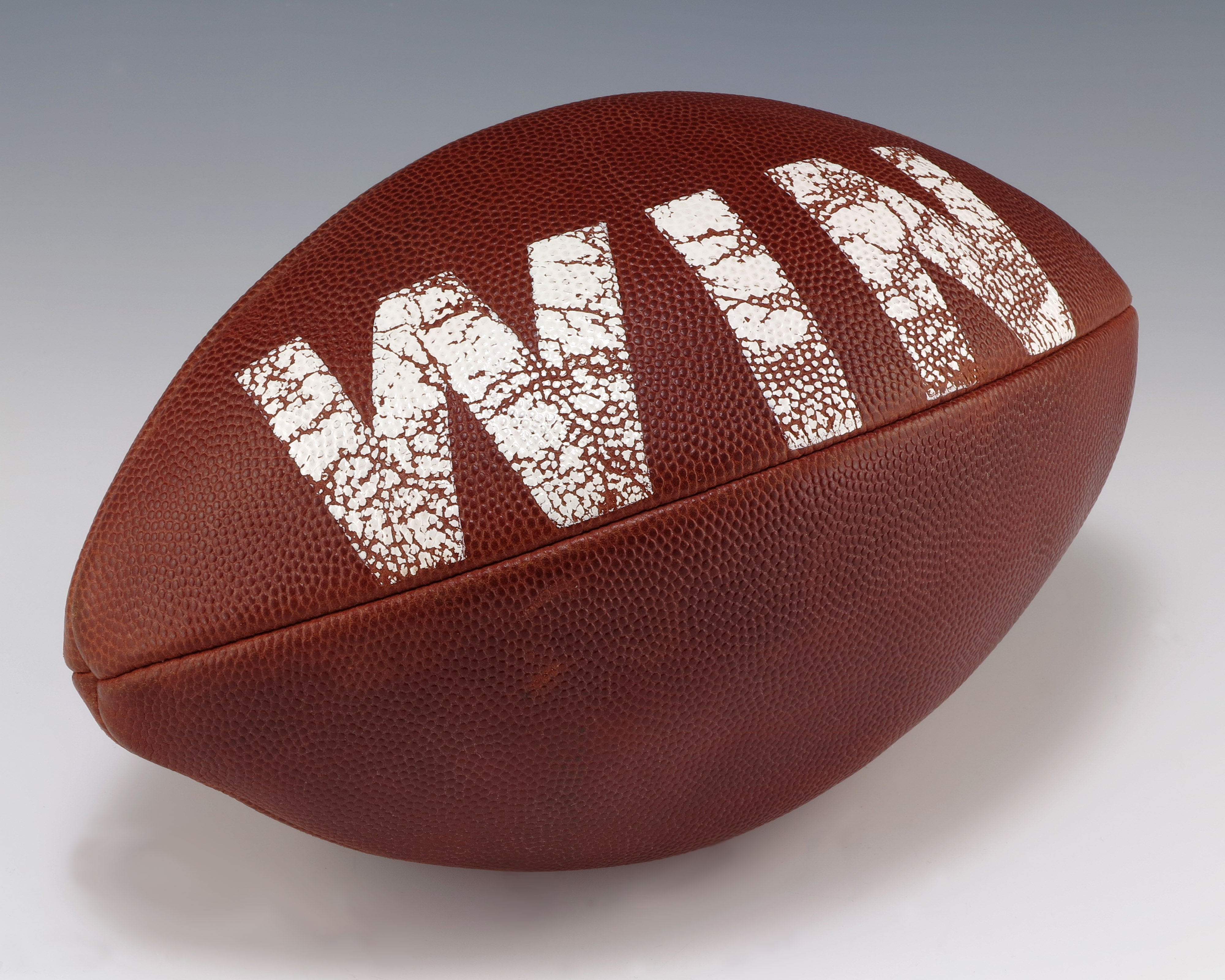
تصویر؛ یک توپ فوتبال قهوه‌ای تیره چرمی مربوط به ورزش فوتبال آمریکایی و فوتبال کانادایی را که واژه win به معنای پیروز شدن یا پیروزی بر روی آن نقش بسته، نمایش می‌دهد. توپ استفاده شده در این دو نوع فوتبال، جزء دسته توپ‌هایی هستند که انتهایشان زاویه‌دار است.

فوتبال کانادایی یک ورزش گروهی از خانواده فوتبال است که در کانادا بازی می‌شود. فوتبال کانادایی و فوتبال آمریکایی ریشه مشترکی داشته و شباهت‌های زیادی به یکدیگر دارند و به گریدیرون فوتبال معروف هستند. گیریدون صفحه فلزی توری کباب‌پزی است و به دلیل شکل زمین مسابقه که با خطوط افقی علامت‌گذاری شده به این نام معروف است. با وجود این شباهت‌های فوتبال کانادایی رشته ورزشی مجزایی از همتای آمریکایی خود است و بسیاری از قوانین آن متفاوت است که وجود ۱۲ بازیکن به جای ۱۱ بازیکن از جمله آن‌هاست.
فوتبال کانادایی با ۱۲ بازیکن و در زمینی با ۱۰۱ متر طول و ۵۹ متر عرض بازی می‌شود. پیدایش ورزش فوتبال کانادایی به طور تدریجی پس از ورود راگبی فوتبال در دهه ۱۸۶۰ به این سرزمین انجام گرفت. این رشته از ورزش‌های محبوب کاناداست، هرچند که هیچگاه نتوانسته به جایگاه هاکی روی یخ در این کشور نزدیک شود. تفاوت اصلی فوتبال کانادایی با فوتبال در این است که بازیکنان اجازه حمل و پرتاب توپ با دست را دارند و تفاوت اصلی آن با راگبی نیز در این است که توپ به طور نوبتی در کنترل یکی از دو تیم قرار دارد.

## نگارخانه

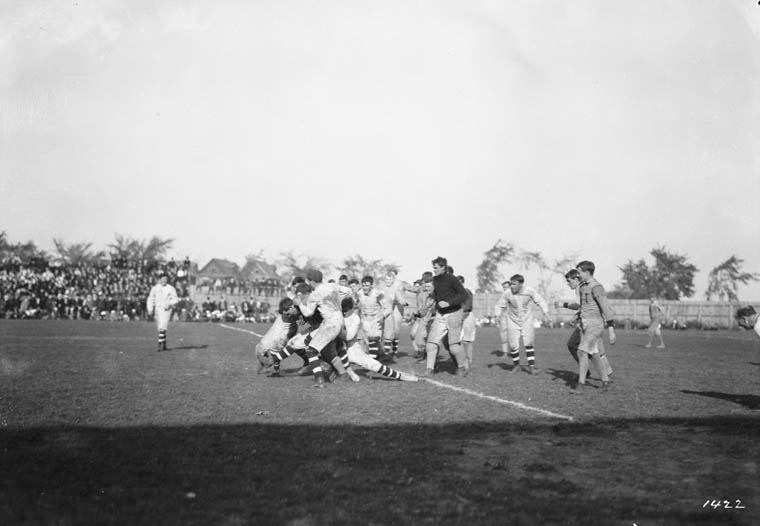
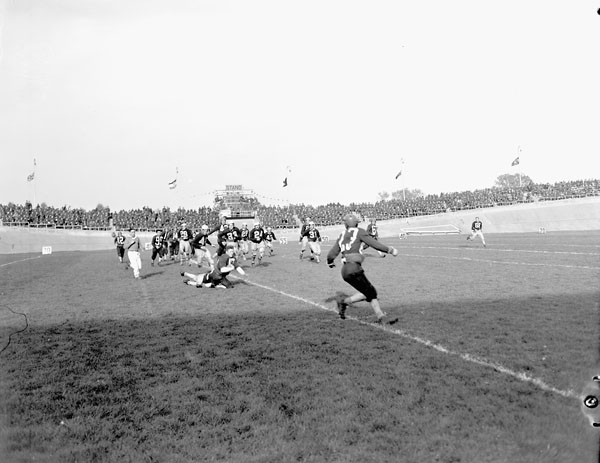
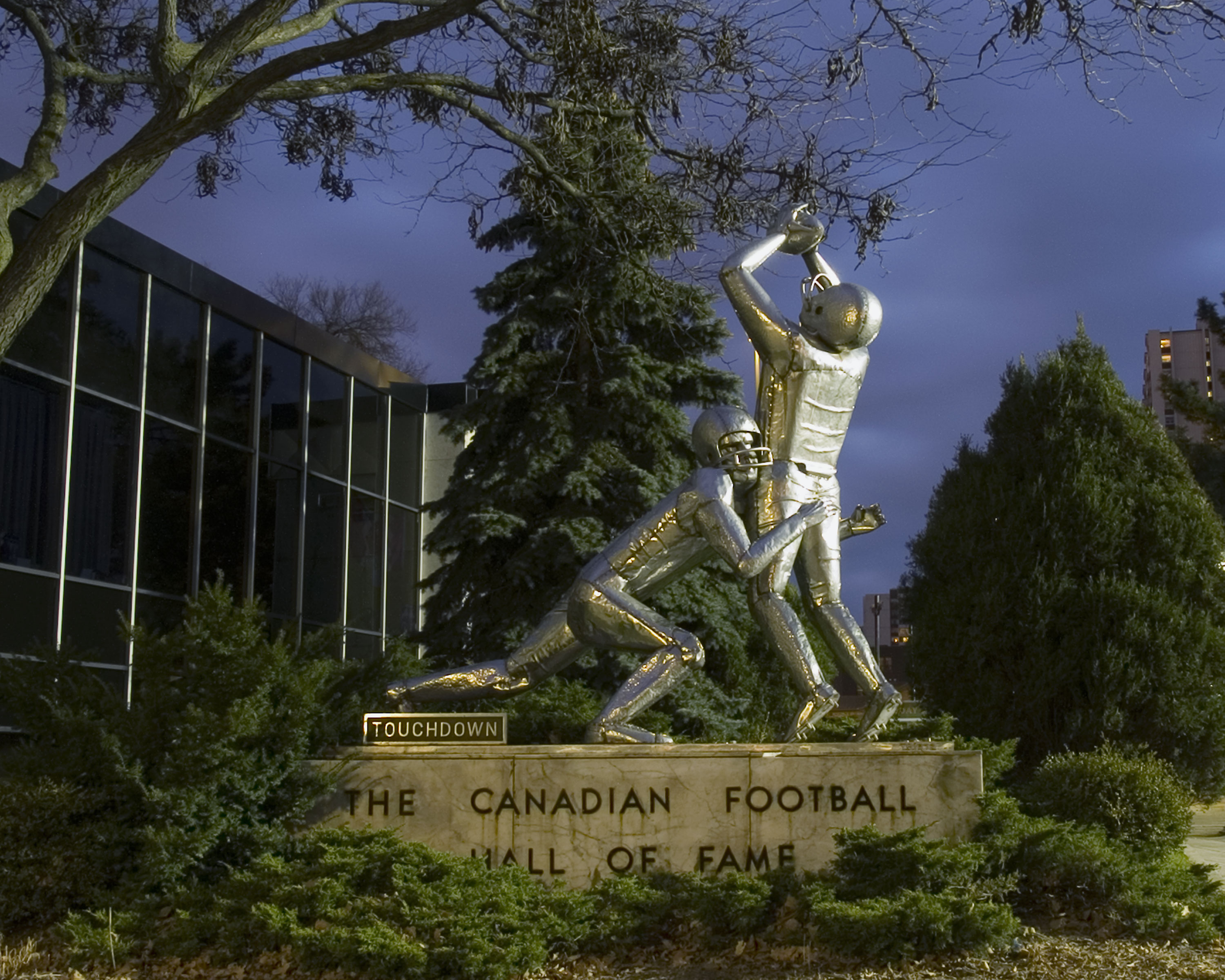